# Nectário

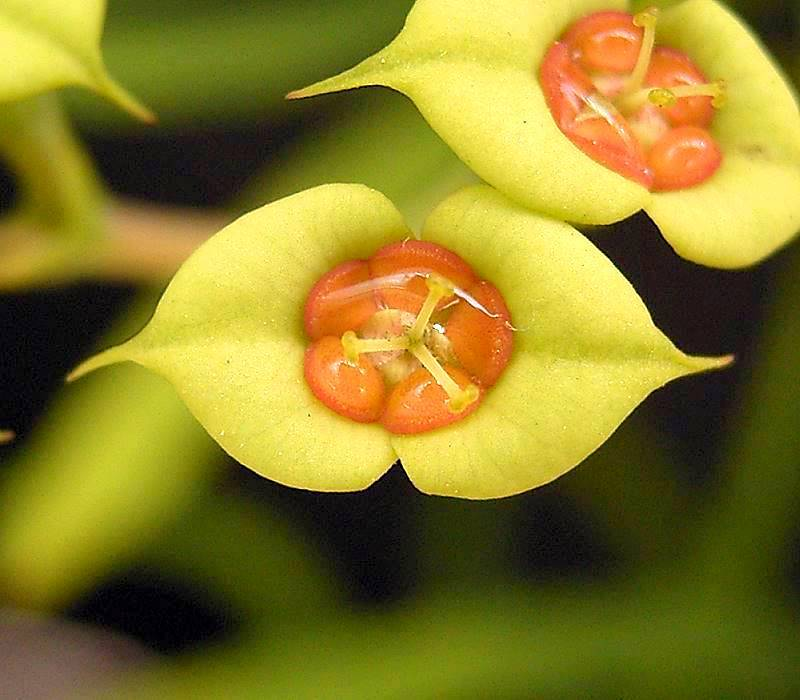
Nectários florais da Euphorbia genoudiana

Nectário, ou glândula nectarífera, é toda glândula em um organismo vegetal a princípio capaz de produzir e secretar néctar. São comuns nectários em flores, oferecendo uma fonte de líquido e carboidratos a animais, que assim podem atuar na polinização das plantas, mas também ocorrem nectários em diversos outros órgãos, com as mais diferentes finalidades.

## Origem
A evolução dos nectários em Angiospermas possivelmente foi relativamente tardia. Os grupos de Angiospermas considerados "basais" pelos métodos modernos de filogenia raramente apresentam secreção de néctar seja em suas flores ou em qualquer outro órgão. O nectário surge em grupos mais derivados, geralmente associados às flores. É possível que a secreção de néctar tenha originalmente sido feita através da própria epiderme das pétalas, e a partir daí irradiado para diferentes formas. 

## Nectários florais

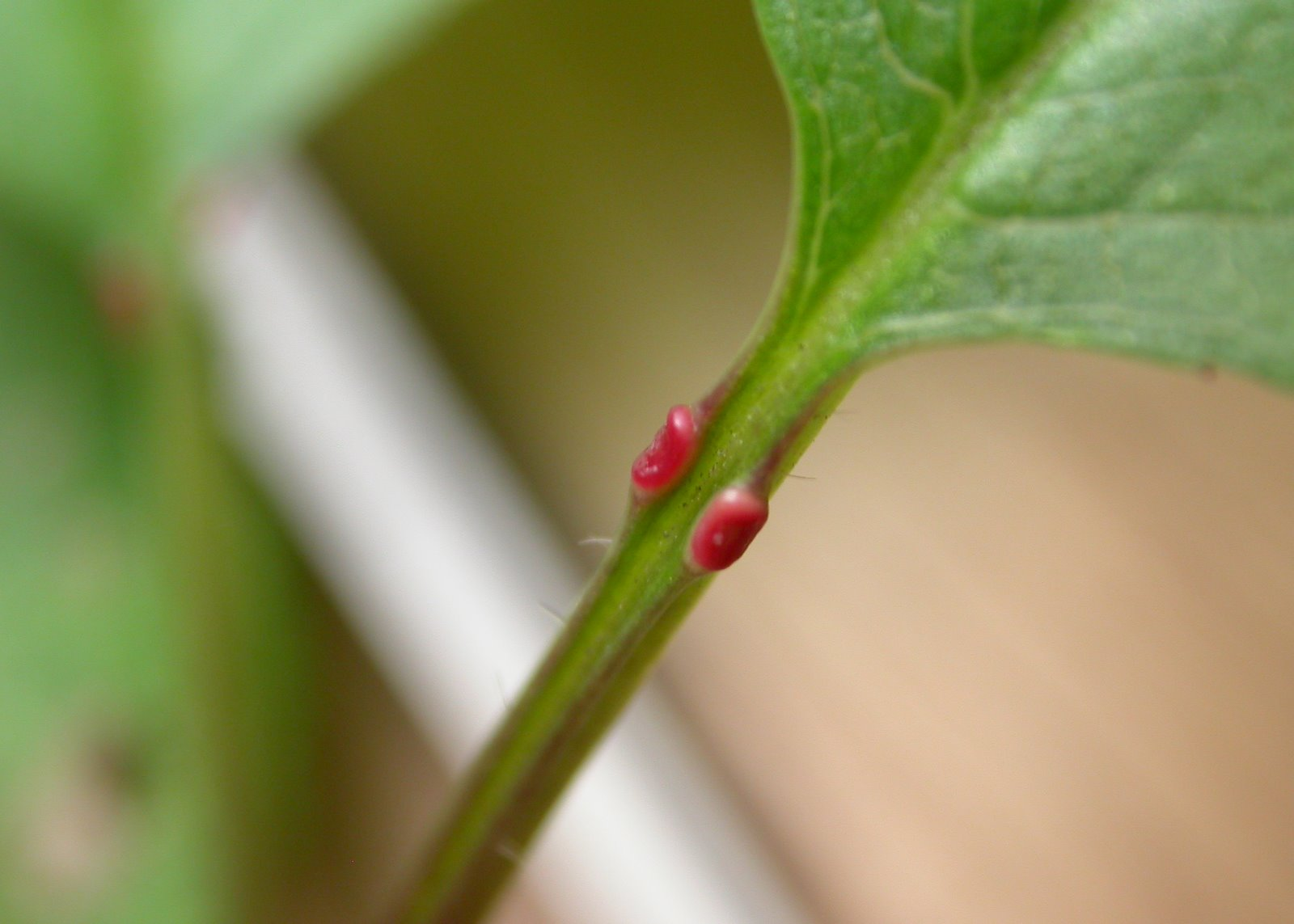
Glândulas nectaríferas extraflorais, de cor vermelha, na cereja doce.

Os nectários florais são glândulas com uma mesma função primordial, mas com características morfologicas completamente distintas, e, muitas vezes, aparentemente sem qualquer relação entre si.
É difícil determinar a forma mais comum, mas há 4 principais tipos de nectários florais:
- Disco nectarífero: massa cerosa, contínua ou descontínua, normalmente posicionada ao redor do ovário, no centro da flor. É um caso comum em Rosaceae, Meliaceae, Rutaceae, Fabaceae, Convolvulaceae, e outras grandes famílias.
- Nectário septal: o néctar é secretado diretamente da epiderme da parede externa dos carpelos, no ponto de contato entre eles. Nos septos forma-se uma cavidade que é preenchida pelo néctar, que, por capilaridade, é conduzido à superfície da flor. Ocorre em quase todas as Monocotiledôneas.
- Pêlos nectaríferos: são pêlos ocos que produzem e secretam o néctar. Podem estar localizados em qualquer ponto da corola, ou mesmo sobre os estames e ovário. São comuns em Bignoniaceae, entre outras.
- Difuso: quando produzido e secretado por células epidérmicas das pétalas, sem qualquer estrutura especializada. Ocorre em Ericaceae, algumas orquídeas, Cactaceae, algumas Ranunculaceae, entre outras.

É normalmente aceito que algumas estruturas florais secretoras de outras substâncias que não o néctar sejam derivadas de nectários florais comuns. É o caso do gênero Clusia, que possui um anel descontínuo de glândulas no centro da flor que produzem um tipo de resina pegajosa apreciada por certas abelhas, sem muita relação química com o néctar comum. Em algumas espécies brasileiras do gênero Combretum há glândulas como discos nectaríferos que secretam um gel consistente e pouco adocicado, apreciado por periquitos.

## Nectários extra-florais
Apesar de sua funcionalidade como um atrativo para polinizadores, os nectários não se restringem às flores. Há casos excepcionais de nectários extra-florais com a função de promover a polinização. Ocorre principalmente em Euphorbiaceae (cujas flores diminutas podem estar acompanhadas por glândulas nas inflorescências, próximas a elas). Já na família Marcgraviaceae, o pedicelo que sustenta a flor apresenta uma estrutura semelhante a uma jarra, pendente por um pedúnculo. No interior da jarra há produção de néctar abundante. Os pássaros, e até mesmo alguns micos, obrigados a pousar sobre as flores para alcançar o néctar, carregam-se de pólen antes de partirem para outra inflorescência.
É comum a ocorrência de glândulas nectaríferas em folhas ou no caule, geralmente com uma função protetora. A secreção açucarada, exposta e facilmente acessível, atrai formigas, que em contrapartida defendem esta fonte de alimento contra predadores. Isto acontece em algumas espécies dos gêneros Impatiens, Sapium, Croton, Jatropha, Inga, e muitos outros.
Um dos exemplos mais assombrosos da função secundária dos nectários em proteger as plantas é o que ocorre no gênero Passiflora, o gênero do maracujá. Os principais predadores das folhas de maracujá são lagartas de várias espécies de borboletas, que depositam seus ovos sobre as folhas. Neste grupo, além do nectário floral, a maior parte das espécies apresenta nectários nas folhas, seja no seu limbo ou no pecíolo, na forma de pequenas clavas ou verrugas. Em algumas espécies, esses nectários conservam sua funcionalidade como secretores de néctar, e atuam na atração de formigas, que por sua vez combatem as lagartas para preservar sua fonte de alimento. 
Entretanto, em certas espécies, a capacidade de produzir néctar destas glândulas foi suprimida, embora tenham conservado sua morfologia original. Aparentemente indefesos sem as formigas, estes maracujás teoricamente seriam presas fáceis para lagartas. Mas nestas espécies, os nectários aparentemente inúteis assumem cores e formas semelhantes aos ovos das borboletas, cujas lagartas se alimentariam de suas folhas. Ao perceber estruturas semelhantes a ovos de sua própria espécie, as borboletas ignoram estas plantas e procuram outras espécies para desovar.